# Botanika
A növénytan vagy botanika a biológiának növényekkel foglalkozó ága. A botanika szó ógörög eredetű, a βοτάνη (botané) szó legelőt, füvet, takarmányt jelent. A botanikusok érdeklődési körébe mintegy 400 ezer faj tartozik, amelyből 248 ezer virágos növény.
A botanika mint a mérgező és gyógynövények ismerete a legrégebbi tudományágak közé tartozik. Az ókortól kezdve egészen a reneszánszig az orvostudomány egyik mellékágaként oktatták; ebből a célból számos füvészkertet is létesítettek az egyetemeken. A növényfajok tudományos rendszerezésének, katalogizálásának igénye már korán felmerült, a jelenleg is használt kéttagú tudományos elnevezéseket Carl Linné vezette be a 18. században.
A 19. és 20. században jelentős fejlődésen esett át a növényi sejtbiológia, genetika és biokémia. A 20. század végén a molekuláris biológia módszereinek felhasználásával lehetővé vált a növények rendszerezése genetikai kódjuk alapján.
A modern növénytan a kutatások igen széles skáláját foglalja magába, többek között tanulmányozza a növények morfológiáját, élettanát, biokémiáját, egyedfejlődését, ökológiáját, evolúcióját, rendszerezését és a növények betegségeit. A botanikai kutatások gyakorlati alkalmazásából a mezőgazdaság, erdészet, textilipar, gyógyszeripar, építőipar stb. profitálhat; segíthetnek megőrizni a biodiverzitást és enyhíteni a globális felmelegedés hatásait.

## Története

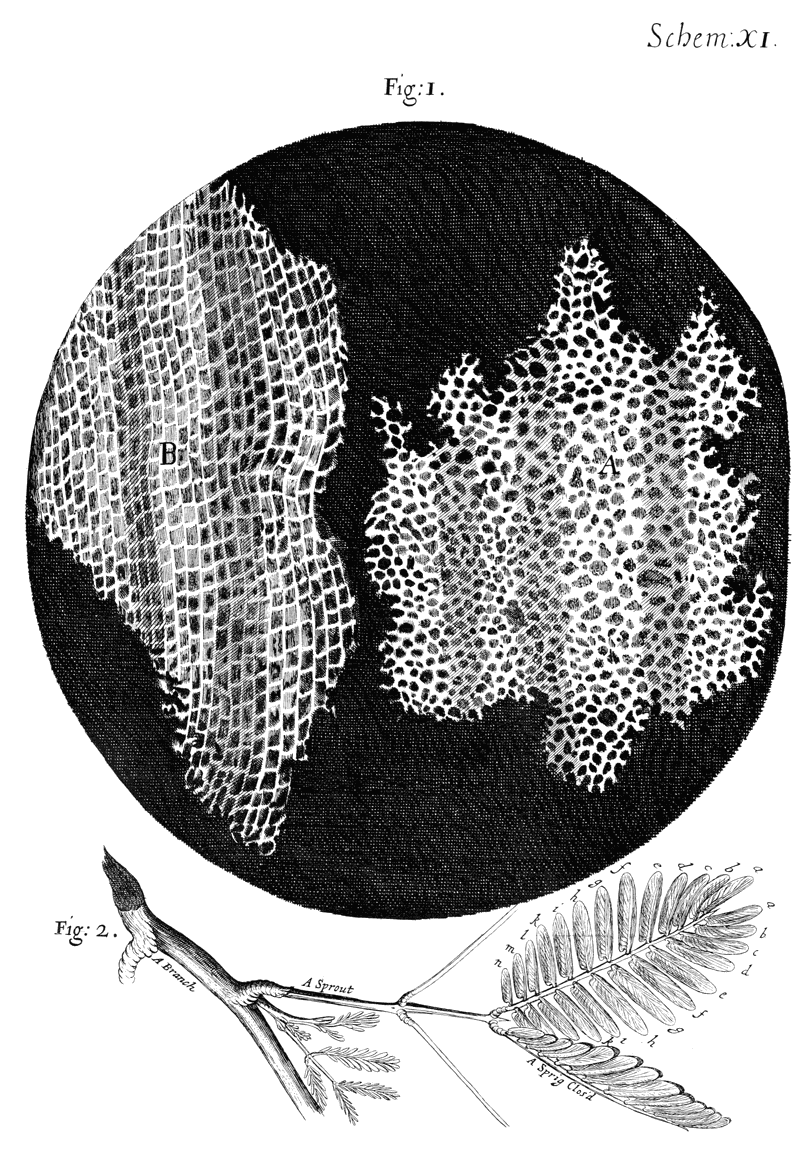
A parafa sejtjeinek rajza Robert Hooke Micrographia c. művében (1665)

A botanika mint tudomány gyökerei a gyógynövényismerethez nyúlnak vissza. A legkorábbi növénytani leírások és osztályozások i. e. 1100 előtti indiai, valamint avesztai nyelven írt iráni és olyan kínai szövegekből származnak, amelyeket az ország i. e. 221-beli egyesülése előtt írtak.
A modern botanika az ókori Görögországban vette kezdetét, elsősorban Arisztotelész tanítványa, Theophrasztosz (kb. i. e. 371–287) által, aki kidolgozta és leírta alapvető elveit és emiatt „a botanika atyjának” is szokták nevezni. Ebben a témában írt művei, A növények természetrajza és A növények okairól, 1700 évig, egészen a középkorig, a botanika tudományának alapművei voltak.. Rajta kívül nagy befolyást gyakorolt az időszámításunk első évszázadában élt orvos és gyógyszerész, Pedaniosz Dioszkoridész ötkötetes, gyógynövényekről írt enciklopédiája, a De Materia Medica, amelyet szintén legalább 1500 évig forgattak rendszeresen. A kora középkori iszlám tudomány hozzájárulása a botanikához többek között Ibn Vahsijja Nabateus mezőgazdaság, Abu Hanifa ad-Dinavari (828–896) Növények könyve és Ibn Baszal A talajok osztályozása c. művei. A 13. században Abu al-Abbász al-Nabati és Ibn al-Bajtar (†1248) írt tudományos jellegű növénytani munkákat.
A 16. század közepén több itáliai egyetemen botanikus kertet létesítettek; az elsőt a hagyomány szerint Padovában, amely ma is 1545-ben kialakított helyén található. Korábban a kolostorok tartottak fenn praktikus okokból gyógynövénykerteket. Az egyetemi botanikus kertek segítették a tudományág oktatását és gyógyító hatásuk demonstrálását. Észak-Európában csak később terjedtek el, pl. Angliában az első botanikus kertet az Oxfordi Egyetemen hozták létre, 1621-ben. Ekkoriban a botanika még mindig csak az orvostudomány mellékága volt. Németországban Leonhart Fuchs (1501–1566) és Hieronymus Bock orvosok (1498–1554) (utóbbit Hieronymus Tragusként is említik), valamint Otto Brunfels teológus (1489–1534) volt a botanika három német atyja Fuchs és Brunfels szakított a hagyománnyal, amely az ókori írók másolásán alapult és saját megfigyeléseket is tettek; Bock pedig kidolgozta saját osztályozási rendszerét. A szintén német Valerius Cordus (1515–1544) halála évében adta ki a botanikai és gyógyszerészeti szempontból egyaránt jelentős Historia Plantarumot, két évvel halála utána pedig megjelent a sokáig használatban lévő gyógyszerkönyve, a Dispensatorium. A kor jelentős botanikusai voltak a svájci Conrad von Gesner (1516–1565), az angol John Gerard (1545–1611) és az olasz Ulisse Aldrovandi (1522–1605). Robert Hooke 1665-ben mikroszkópjával a parafát vizsgálva fedezte fel a sejteket, amelyeket később élő növényi szövetekben is felismert.
Az első magyar füveskönyvet Méliusz Juhász Péter (1532-1572) debreceni református lelkész adta ki Herbarium az füveknek nevekről, természetekről és hasznairól címmel. Könyve Adam Lonitzer Herbariumán alapult, és bár kiegészítette magyarországi növényekkel is, ő maga nem volt botanikus. Beythe István (1532–1612) 1583-ban összeírta a növények magyar és latin neveit és Stirpium nomenclator Pannonicus Németújváron adta ki. Fia, a szintén református pap Beythe András (1564-1599) Melius könyvére alapozva szintén írt egy népszerű füveskönyvet.
Lásd még: A magyar botanika története

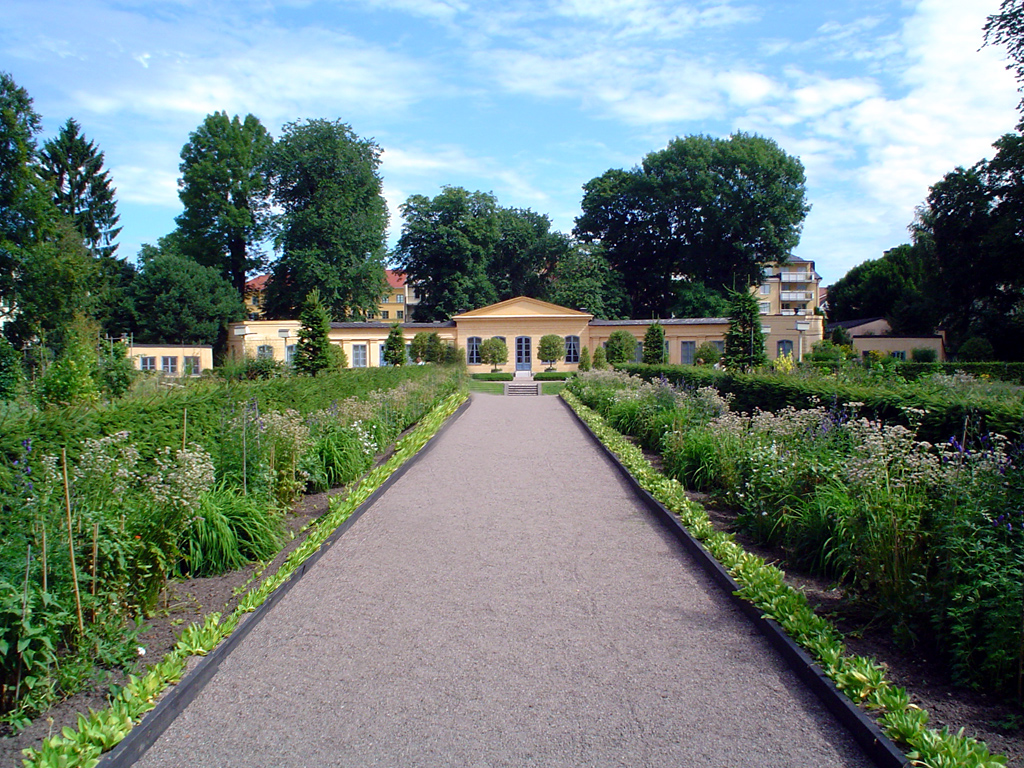
Linné birtokának kertjében a rendszertan szerint voltak ültetve a növények

A 18. században Európában kezdték megismerni a távoli kontinensek, gyarmatok növényeit is. Megjelentek az első taxonómiai rendszerek (rend, család stb.) és elkészültek az első választásos kulcs szerinti növényhatározók is. A korai rendszerek sok esetben mesterséges csoportokba osztották be a növényeket. 1753-ban Carl von Linné Species Plantarum címmel megjelentette saját, hierarchikus osztályozási rendszerét, amely máig a növénytaxonómia alapját képezi. Ő vezette be a kéttagú latin tudományos neveket, amelyben az első név a nemzetséget, a második a fajt jelentette. Linné a porzók száma alapján rendszerezte 24 csoportba a virágos növényeket, és valamennyi virág és porzó nélküli fajt (mohákat, páfrányokat, gombákat) a Cryptogamia csoportba sorolta.
A növényanatómiai, morfológiai és az életciklusokra vonatkozó ismeretek gyarapodásával továbbfejlesztették Linné mesterséges rendszerét. Adanson (1763), De Jussieu (1789) és De Candolle (1819) a virágzaton túl további jellegzetességekkel jellemezte a taxonómiai csoportokat. Ekkoriban az osztályozást pusztán morfológiai alapon végezték, és kényelmi, gyakorlati szempontok vezérelték; miután azonban elterjedt Darwin evolúcióelmélete, a rokon csoportokat egymás tényleges leszármazottainak kezdték tekinteni.
Az első modern botanikai mű Matthias Schleiden 1842-ben kiadott Grundzüge der Wissenschaftlichen Botanikja volt. Schleiden sokat mikroszkopizált és Theodor Schwann-nal valamint Rudolf Virchowval közösen kidolgozta az élőlények sejtelméletét; továbbá az elsők között ismerte fel a Robert Brown által felfedezett sejtmag jelentőségét.

### Modern növénytan

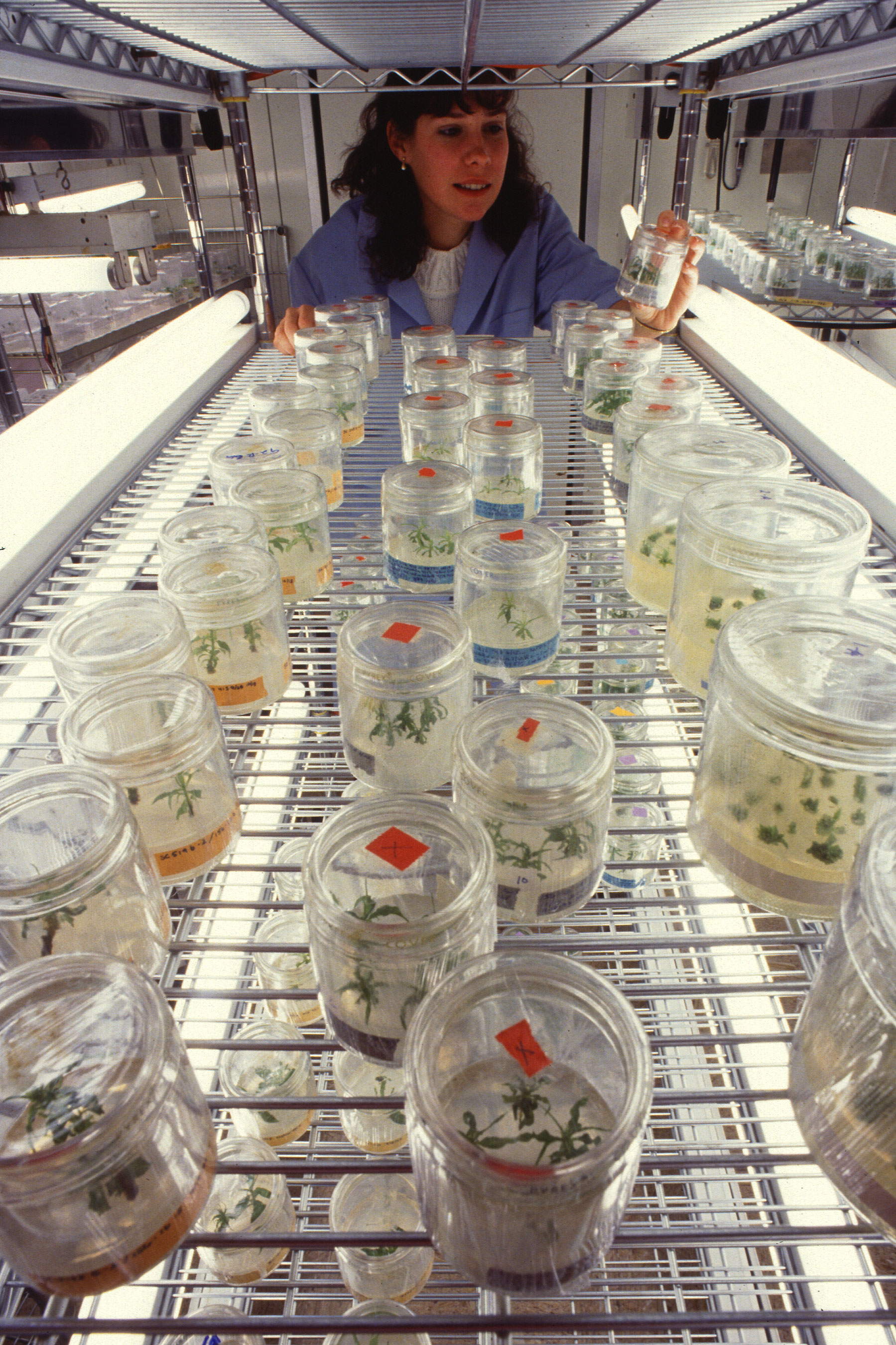
Transzgénikus növények tenyésztése

A 19. század közepén Gregor Mendel (1822-1884) borsóval végzett kísérletekkel bizonyította be a gének létezését. A század végén Eugenius Warming és más tudósok munkája révén kialakultak a növényökológia alapkoncepciói, rájöttek, hogy a növények társulásokat alkotnak. Christen C. Raunkiær elmélete a növények életformáiról a mai napig érvényben van. Henry Chandler Cowles, Arthur Tansley és Frederic Clements rájött, hogy a társulások idővel megváltozhatnak, vagyis felfedezték az ökológiai szukcesszió jelenségét. Clements vezette be a klimax vegetáció fogalmát, amely az adott klimatikus viszonyoknak leginkább megfelelő, legstabilabb társulást jelenti. Alphonse de Candolle korábbi munkáira alapozva, a szovjet Nyikolaj Ivanovics Vavilov lefektette a biogeográfia alapjait, bevezette a haszonnövények eredetcentrumainak fogalmát, és felderítette háziasításuk folyamatának részleteit. A 20. század elején Katherine Esau (1898–1997) adta ki növényanatómiai könyveit, amelyek majdnem egy félszázadig voltak nélkülözhetetlen alapművek.
Az 1960-as évek közepétől fény derült a növényélettan fizikájára, ismertté vált a vízszállítás mechanizmusa, a párologtatás hőmérsékletfüggése és a sztómákon keresztül történő vízpára- és szén-dioxid-diffúzó mikéntje. A Ronald Fisher, Frank Yates és más kutatók által bevezetett statisztikai újítások a botanikában is átalakították a kísérlettervezést és a kapott adatok analízisét. 1948-ban Kenneth V. Thimann felfedezte az első növényi hormont, az auxint, amellyel be lehetett avatkozni a növények fejlődésébe. Frederick Campion Steward kifejlesztette a hormonok által szabályozott növényi szövetkultúra módszerét. A szintetikus auxin (2,4-dikloro-fenoxiecetsav) egyike volt az első kereskedelmi forgalomba kerülő szintetikus herbicideknek.
A szerves kémiai analízis 20. századi fejlődése, az olyan technikák, mint a spektroszkópia, kromatográfia vagy elektroforézis nagyban elősegítették a növényélettan biokémiájának kutatását. Tanulmányozhatóak a növények génjei, az azokról készülő fehérjék, valamint anyagcseréjük részletei. Gottlieb Haberlandt már 1902-ben feltételezte, hogy valamennyi növényi sejt totipotens, vagyis szövetkultúrában egész növénnyé fejleszthető. A jelenség kihasználásával egyszerűen lehet tanulmányozni a gének hatásait, azáltal hogy kikapcsolják őket vagy jelzőmolekulákat (mint pl. a zöld fluoreszcens protein) kötnek hozzájuk. A modern génsebészeti technikákkal előállított növények vagy szövettenyészetek képesek peszticideket, antibiotikumokat vagy egyéb hatóanyagokat termelni. A taxonómia is egyre inkább felhagy a morfológiai tulajdonságok elemzésével és helyette a DNS-szekvencia alapján határozzák meg a fajok rokonsági viszonyait. A nukleinsav-analízis alapján 1998-ban újragondolták a zárvatermők családjainak egymás közötti rokonságát.

## A növénytan jelentősége és ágazatai

Hölgypáfrány levele növénygyűjteményben

Mivel a növények termelik szinte a teljes állati élet létfenntartásához szükséges oxigént és kémiai energiát, tanulmányozásuk alapvető fontosságú. A soksejtű növényekben és egysejtű algákban (valamint a baktériumokhoz tartozó kékmoszatokban zajlik a fotoszintézis folyamata, amely a napfény energiája, szén-dioxid és víz felhasználásával energiahordozó és a szintetikus folyamatokban felhasználható cukrokat állít elő. A fotoszintézis melléktermékeként oxigén szabadul fel, amelyet (egyes baktériumok kivételével) valamennyi élőlény felhasznál a létfolyamataihoz szükséges kémiai energia előállításához. A növények fontos szerepet játszanak a szén és a víz globális körforgásában, gyökereik megkötik és stabilizálják a talajt, megakadályozva azok erózióját. A növények alapvető fontosságúak az emberiség fennmaradása és jövője szempontjából: élelem, oxigén, gyógyszerek, építőanyag, ruhák, papír és számos más iparcikk forrásai.
A botanikusok a növények biokémiai folyamatait, sejtműködésüket, szöveti felépítésüket, az egyes egyedeket vagy társulásaikat tanulmányozzák. A tudományághoz tartozik a növények osztályozása és törzsfejlődésének tanulmányozása is.
Korábban az élővilágot állatokra és növényekre osztották fel és a növénytanhoz soroltak mindent, ami nem volt állatnak minősíthető, vagyis a gombákat és baktériumokat is. A szó legszigorúbb értelmezésében a „növény” a szárazföldi növényeket vagy embriofitákat jelenti, amely a zárvatermőket (pl. virágos növények), nyitvatermőket (fenyők), harasztokat (páfrányok) és mohákat foglalja magába. Az embriofiták soksejtű algáktól származnak és életciklusokban kisebb-nagyobb mértékben a mai napig megfigyelhető a moszatokban kialakult haploid (gametofiton) és diploid (sporofiton) generációk váltakozása. A fejlettebb növényeknél (nyitva- és zárvatermők) a gametofiton már csak minimális méretű és a sporofitontól csak mikroszkóp alatt lehet elkülöníteni. A baktériumokat ma a mikrobiológia, a gombákat és zuzmókat a mikológia, a nem-zöld algákat a fikológia, a vírusokat a virológia tanulmányozza. Ettől függetlenül a botanikusnak készülő egyetemi hallgatókat többnyire megismertetik a gombákkal és fotoszintetizáló egysejtűekkel is.
Az ősnövénytan (paleobotanika) a kihalt növényeket tanulmányozza kövületeik alapján, hogy információkat nyerjen a növényvilág törzsfejlődéséről. Mai tudásunk szerint a növények ősi eukarióta sejtek és fotoszintetizáló kékmoszatok endoszimbiózisa révén jöttek létre, amikor utóbbiakból kloroplasztiszok lettek.
Az etnobotanika a néprajz és a növénytan határán elhelyezkedő tudományág, kutatási területe a növényfajok emberi kultúrákra gyakorolt hatása ma és a múltban. 
A botanika olyan 21. századi feladatokhoz nyújthat segítséget, mint a környezetvédelem, az élelemellátás biztonsága, az invazív fajok kontrollálása, a klímavédelem (és ezzel kapcsolatban a szén lekötése a légkörből).

### Élelmiszerellátás

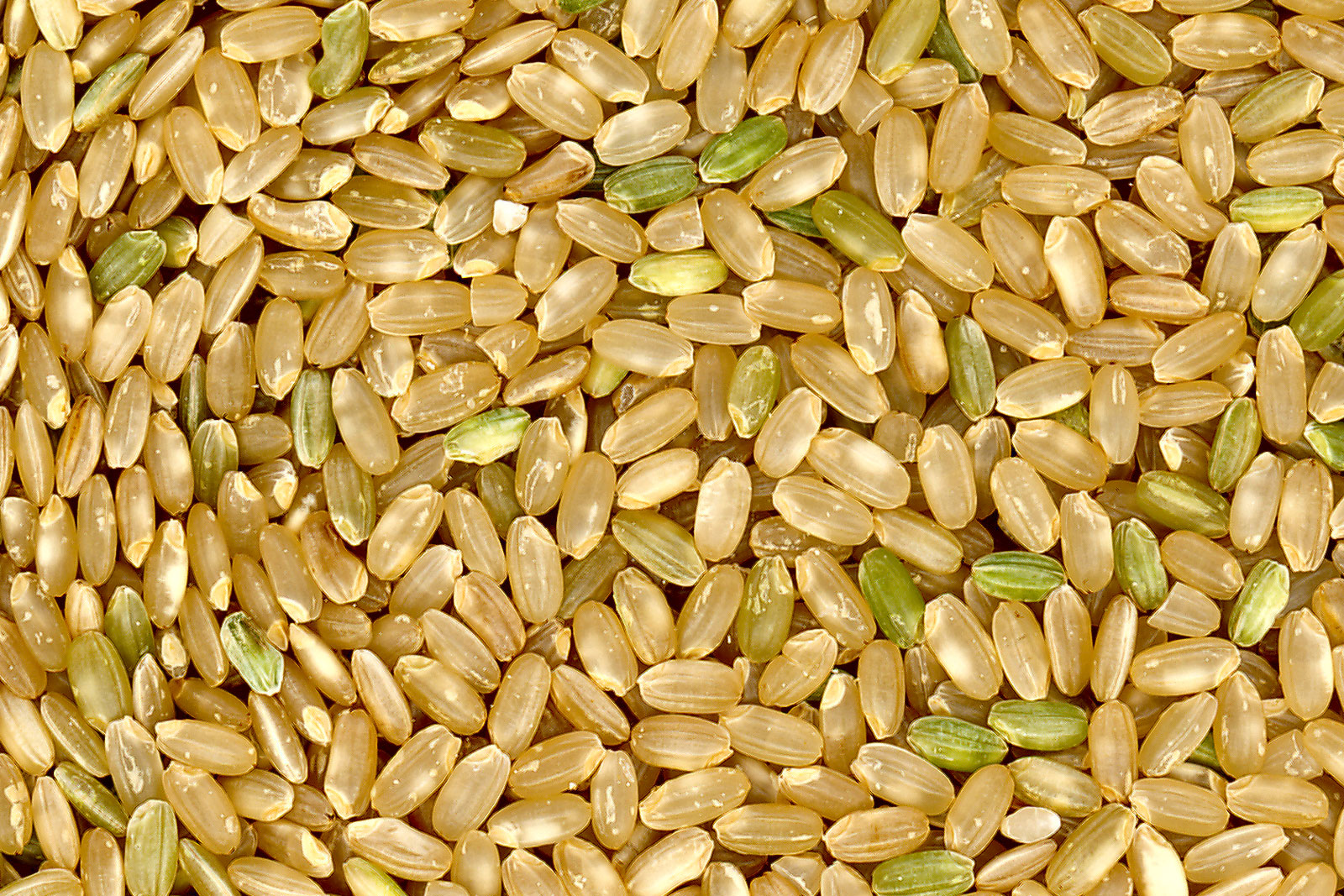
A rizs az egyik alapélelmiszer

Valamennyi élelmünk vagy közvetlenül a növényekből, vagy közvetetten, az őket elfogyasztó állatokból származik. A fotoszintézis miatt a növények képezik szinte minden táplálkozási láncolat legelső fokát. A legfontosabb élelmiszernövények a búza, a kukorica, a rizs, a banán, a hüvelyesek, vagy a ruhát szolgáltató gyapot, mind több ezer évvel ezelőtt lettek nemesítve vadon növő elődeikből.  A genetika és élettan előrehaladtával lehetővé vált olyan új fajták létrehozása, amelyekkel jóval nagyobb termés érhető el. A botanikusok a gyomnövényeket és növénypatogén organizmusokat is tanulmányozzák, amelyek komoly károkat képesek okozni mind a mezőgazdaságban, mind a természetes ökoszisztémákban.

## Növényi biokémia
A növények (és más fotoszintetizáló eukarióta szervezetek) egyedi fotoszintetizáló organellumokkal, kloroplasztiszokkal rendelkeznek. A kloroplasztiszok (és elődeik, a kékalgák) kékeszöld (klorofill-a) és sárgászöld (klorofill-b) pigmentet tartalmaznak. A kékalgákban és egyes moszatcsoportokban másfajta klorofillformák is előfordulnak, de a szárazföldi növények ezeket nem tartalmazzák. Ezek a festékanyagok elnyelik a spektrum kék-ibolya és narancs-vörös részét, míg a zöld fényt visszaverik, ezért zöldek a növények. Az elnyelt kék és vörös fény energiáját felhasználva a kloroplasztiszokban energiadús szénhidrátmolekulák képződnek és a folyamat melléktermékeként oxigén szabadul fel.

A szén-dioxid megkötését biztosító Calvin-ciklus

A fény energiája kilök a klorofillból egy elektront, amely kémiai átalakulásokat indít el, aminek a végén a kloroplasztisz membránján protongrádiens (a két oldala közötti protonkoncentráció-különbség) alakul ki. Ennek energiájából jön létre az adenozin-trifoszfát molekula, amely a szén-dioxidot a cukrokba fixáló Calvin-ciklust hajtja. A ciklus központi enzime, az ún. RuBisCO, amely ötszénatomos cukrormolekulából egy szén-dioxid beépítésével két három szénatomos gliceraldehid-3-foszfátot képez. Ezek közül az egyik bekerül a glükózszintézisbe, a másik pedig regenerálja a kiindulási ötszénatomos cukrot. A glükóz aztán általánosan használt energiahordozó a sejt életfolyamatiban és keményítő formájában tárolásra is kerül.  A legtöbb növény és alga keményítőként tárolja az energiát; ez alól kivételek az őszirózsafélék, amelyek a fruktózpolimer inulint használják erre a célra. A glükóz egy része jól szállítható szacharózzá (közönséges étkezési cukorrá) alakul.
A kloroplasztiszok meglehetős autonómiával rendelkeznek a sejten belül, saját maguk szintetizálják valamennyi számukra szükséges zsírsavat, és a legtöbb aminosavat is. A zsírsavakat főleg a lipidmembrán és a kutin polimer készítésére használják fel. 
A növények számos, csak rájuk jellemző polimert szintetizálnak, mint pl. az olyan poliszacharidokat, mint a cellulóz, pektin vagy xiloglükán; amelyekből a sejtfal épül fel. Az edényes növények lignint készítenek, amellyel a háncs szállítósejtjeinek a falát szilárdítják meg. A fás növények szintén a lignint alkalmazzák a cellulóz mellett a belső támasztószerkezetük (a faanyag) megerősítésére. A spórák és pollenszemek külső falában található a sporopollenin, amely ellenállóvá teszi a részecskéket a környezeti behatásokkal szemben. Az ordovíciumi kövületekben való megjelenése jelzi a növények szárazföldi térhódítását. A korai földtörténeti korokban a szén-dioxid légköri koncentrációja magasabb volt a mainál. Egyes kétszikű (mint az őszirózsafélék) és több egyszikű növény (kukorica, ananász) egymástól függetlenül szén-dioxidtakarékos módjait fejlesztették ki a szénfixációnak (ún. C4-út, szemben a hagyományos C3-úttal).

### Hatóanyagok és ipari alapanyagok

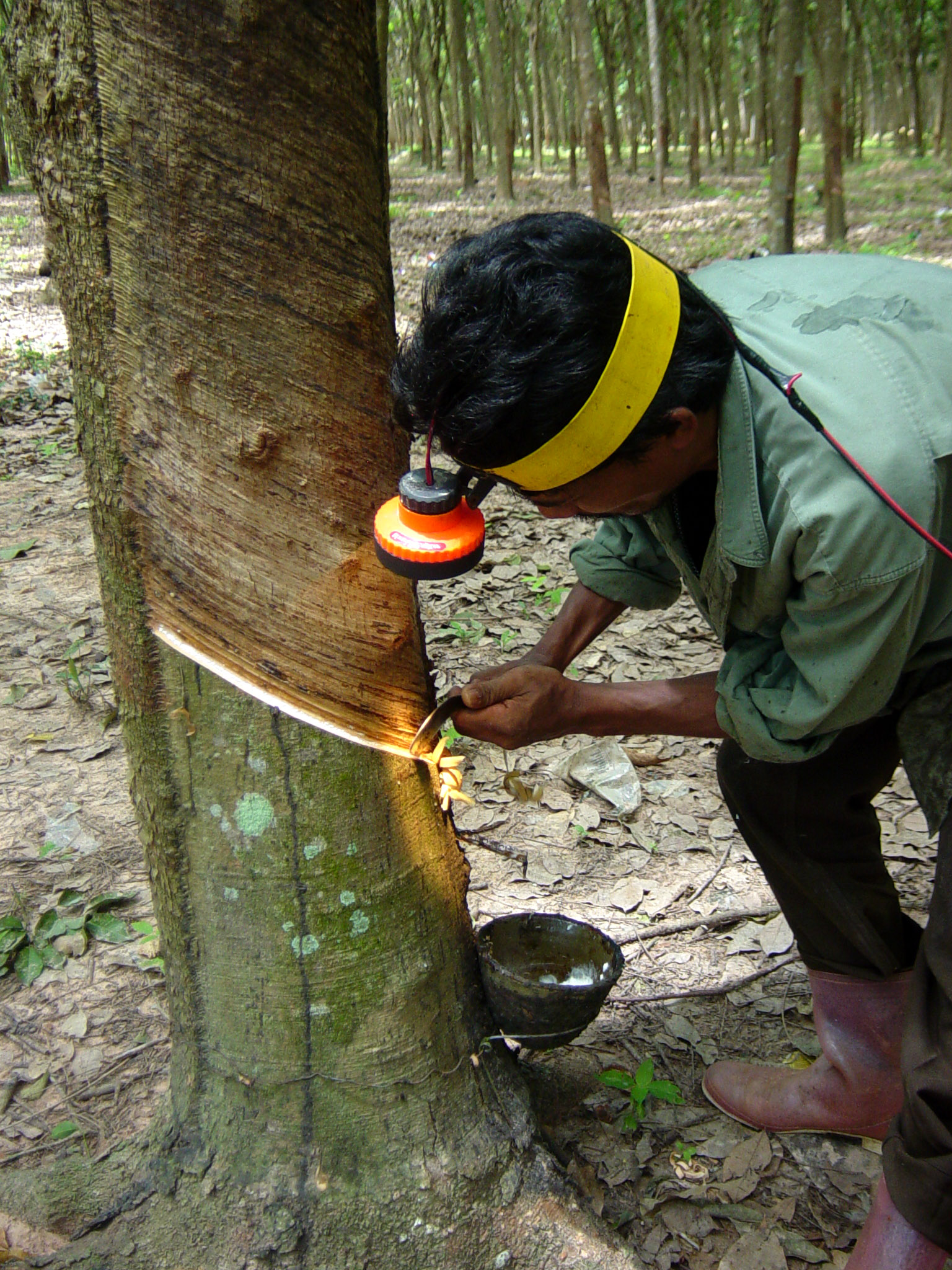
Nyersgumi csapolása Thaiföldön

A növények által termelt másodlagos, nem létfontosságú anyagokat a fitokémia tanulmányozza. Ezen vegyületek némelyike mérgező, mint például a bürök és a sárga kürtvirág által termelt koniin alkaloid. Mások az illatszerként felhasznált illóolajuk, vagy fűszerként való alkalmazásuk (pl. kapszaicin) miatt hasznosak, esetleg a gyógyászatban használhatóak, mint a mák ópiumának sok összetevőjét. A hatóanyagok egy részét legális vagy illegális drogként fogyasztják, mint a marihuána tetrahidrokannabinolját, a koffeint, a morfint vagy a nikotint. Néha a tényleges hatóanyag egy növényi termék kis mértékben módosított változata, mint az acetilszalicilsav, amely a fűzfák kérgében megtalálható szalicilsav acetilésztere.  Bár nem közvetlenül, de az alkoholos italok is a növények (szőlő, árpa, rizs) által termelt cukrok etanolos erjesztéséből származnak.
A szintetikus festékanyagok felfedezéséig a festékek nagy része növényi eredetű volt. Sárga festéket nyertek a festő rezedából, vöröset a festő buzérból, kéket a festő indigóból vagy festő csüllengből.
Növényi termékek az olyan ipari nyersanyagok, mint a keményítő, a gyapot, len, kender, fa és papír, különböző olajok és viaszok és a természetes gumi. A fából pirolízissel nyert faszenet évezredek óta használják a kohászatban, szűrőanyagként vagy valamivel később mint a lőpor egyik alapanyagát. A világ legelterjedtebb szerves polimerje a cellulóz, hőenergiaként, üzemanyagként, építőanyagként vagy vegyipari alapanyagként hasznosított. Cellulózból készül a műselyem, a celofán, a tapétaragasztó vagy a lőgyapot. Cellulózból, repceolajból, kukoricakeményítőből vagy nádcukorból ipari módszerekkel bioüzemanyag is nyerhető.

## Növényökológia
A növényökológia a növények és (élő vagy élettelen) környezetük kölcsönös kapcsolatát tanulmányozza. A növényökológusok a helyi és regionális flóra összetételét tanulmányozzák, a növénytársulásokat, azok faji és a fajokon belül a genetikai diverzitást, a növények alkalmazkodását a környezethez és a fajok egymással való versengését vagy együttműködését. A tudományág célja, hogy megértse a növények eloszlását, produktivitását, környezeti hatását és a környezeti változásokra adott válaszát.
A legfontosabb környezeti tényezők a talaj és az éghajlat (hőmérséklet és csapadék) milyensége. A növények azonban maguk is megváltoztathatják ezeket a faktorokat, például csökkentik a talaj fényvisszaverő-képességét, megkötik a lehulló csapadékot, stabilizálják az ásványi talajokat és növelik azok szervesanyag-tartalmát. A társulásokon belül a növények versengenek az energiaforrásokért és tápanyagokért. Az adott környezeti viszonyokhoz leginkább alkalmazkodni képes növények (és állatok) társulásai hozzák létre a jellegzetes biomokat, mint például a tajgát vagy a trópusi esőerdőt.

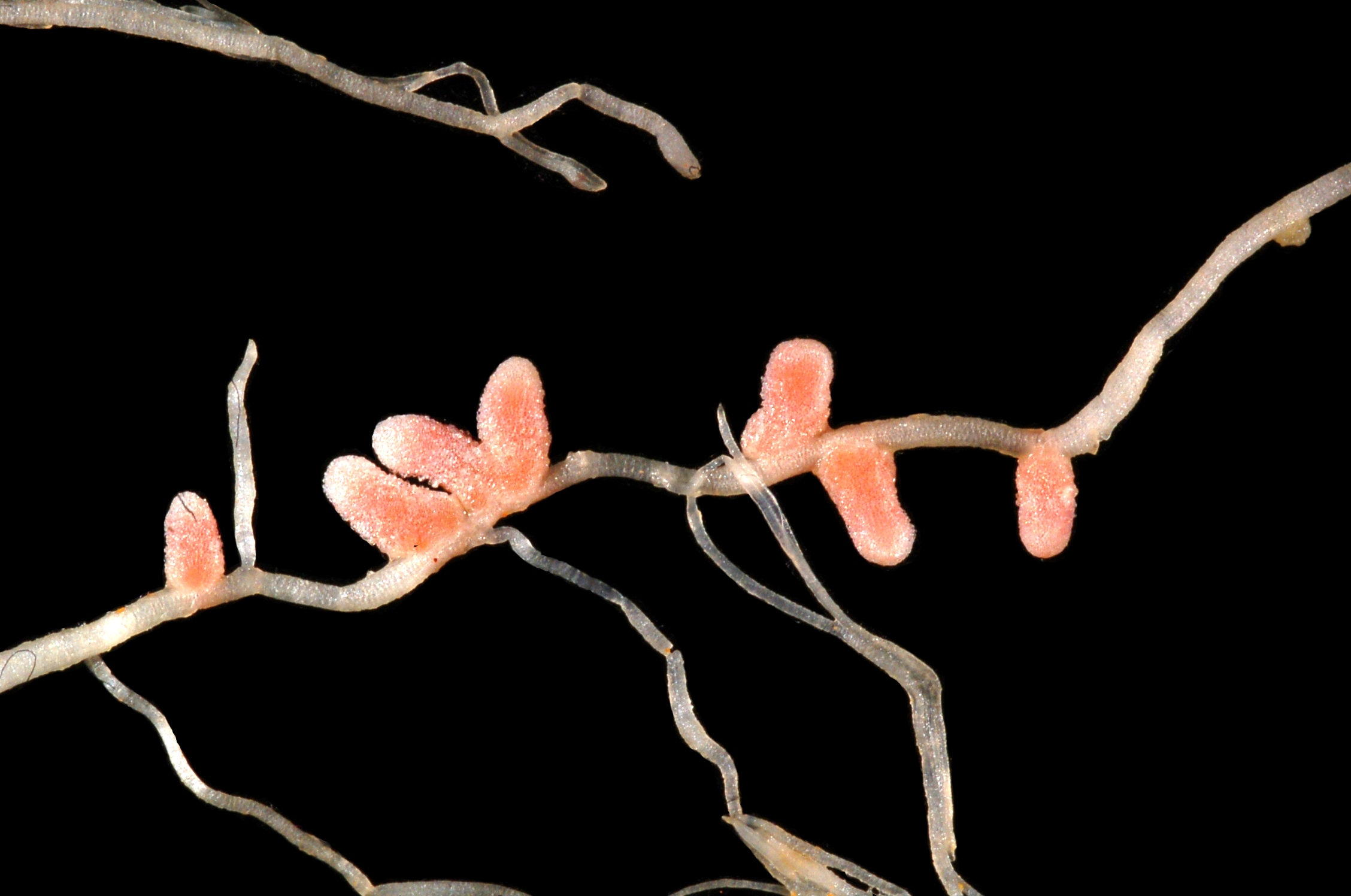
Nitrogénfixáló baktériumok gümője a lucerna gyökerén

A növények lehetőségeikhez képest igyekeznek védekezni az ellen, hogy az állatok megegyék őket. Egyes növények parazita életmódhoz alkalmazkodtak, vagy esetleg húsevők. Más fajok kölcsönösen előnyös kapcsolatot alakítottak ki gombákkal (gyökérkapcsoltság, mikorrhiza) vagy állatokkal; főleg hangyákkal, amelyek megvédik az őket tápláló növényeket a parazitáktól,  de ide sorolhatóak a virágok beporzását végző rovarok vagy denevérek  vagy a magok szétszórásában segédkező gyümölcsevő állatok is.
A növényfajok hőmérséklet- és vízigényének ismeretében a maradványaik (különösen az ellenálló pollen) alapján következtetni lehet az egyes régiókban korábban uralkodó klimatikus viszonyokra. A pollenanalízis akár százmillió évre visszamenőleg is adhat támpontot az akkori éghajlatra vonatkozóan. A régi földtörténeti korok légkörének szén-dioxidtartalmára is a levélfosszíliák pórussűrűsége, valamint alakja és mérete alapján következtetnek. Megfigyelték, hogy a magaslégköri ózon csökkenése és az UV-B sugárzás megerősödése gátló hatással van a növények növekedésére. A társulások változásának ismeretével információkhoz juthatunk a klíma változásával vagy az élőhely pusztulásával kapcsolatban.

## Genetika
A növények tulajdonságainak öröklődése alapvetően ugyanazokat az elveket követi, mint amik a többi soksejtes élőlényben érvényesek. A 19. században Gregor Mendel a borsót tanulmányozva fedezte fel a géneket és az öröklődés általános törvényeit. A 20. században Barbara McClintock a kukoricában ismerte fel az ugráló gének, a transzpozonok létezését.  Vannak azonban olyan genetikai tulajdonságok, amelyek a növényekre jellemzőek.
A fajközi genetikai elkülönülés jelentősen gyengébb, mint az állatok esetében és gyakoribbak a fajok közötti hibridek. A jól ismert borsmenta például a vízi menta (Mentha aquatica) és a fodormenta (Mentha spicata) steril hibridje. A búza több vad búzafaj bonyolult hibridizációjának eredménye: a nemesített búzában három faj genetikai állománya található meg.
A kétivarú virágokat hozó zárvatermők sok esetben különböző mechanizmusokkal megakadályozzák az önbeporzást, vagyis, hogy a saját pollenjük elérje a bibét vagy létrejöjjön a megtermékenyítés. Az egyszerűbb módszer, amit szintén sok faj követ, hogy a hím- és nőivarú virágok különböző egyedeken nőnek.
A fejlettebb állatoktól eltérően a növények esetében igen gyakori a vegetatív, aszexuális szaporodás. Ilyen a burgonya gumóin lévő sarjrügyek vagy a földieper legyökerező indái általi szaporodás. Különösen elterjedt ez a sarkvidékei vagy magashegyi környezetben, ahol a rovarbeporzás lehetősége korlátozott és a növények virágok helyett sokszor sarjhagymákat vagy -rügyeket hoznak.
A legtöbb szexuális úton szaporodó élőlény diploid, vagyis minden kromoszómából két példánnyal rendelkezik. Néha, a sejtosztódás folyamatának hibája folytán a kromoszómaszám megtöbbszöröződik, vagyis a sejt poliploid lesz. Ha ez az egyedfejlődés korai szakaszában történik, a szervezet teljesen vagy részlegesen autopoliploid lesz, vagy hibridizáló ivarsejtek esetén allopoliploid. Utóbbi esetben az utód nagyobb eséllyel lesz életképes, mert az elkövetkező sejtosztódások során minden kromoszómájának lesz párja. Az állatok esetében a poliploidok szinte soha nem életképesek, ám a növények sokkal jobban viselik a többszörös kromoszómaszámot. Mivel ezek az egyedek az eredeti, diploid társaikkal nem tudnak szaporodóképes utódot létrehozni, többnyire vegetatívan szaporodnak és ha sikeresnek bizonyulnak, általuk új faj jöhet létre.  A kereskedelemben kapható banán ilyen steril, magot nem termelő triploid hibrid. A pitypangnak Észak-Amerikába behurcolt változata szintén triploid, amely a magvak apomixise révén produkál csírázó magvakat.
A kloroplasztiszok és mitokondriumok öröklődése nem mendeli jellegű, a nyitvatermőknél a porzós, míg a virágos növényeknél a termős elődtől származnak.

### Molekuláris genetika

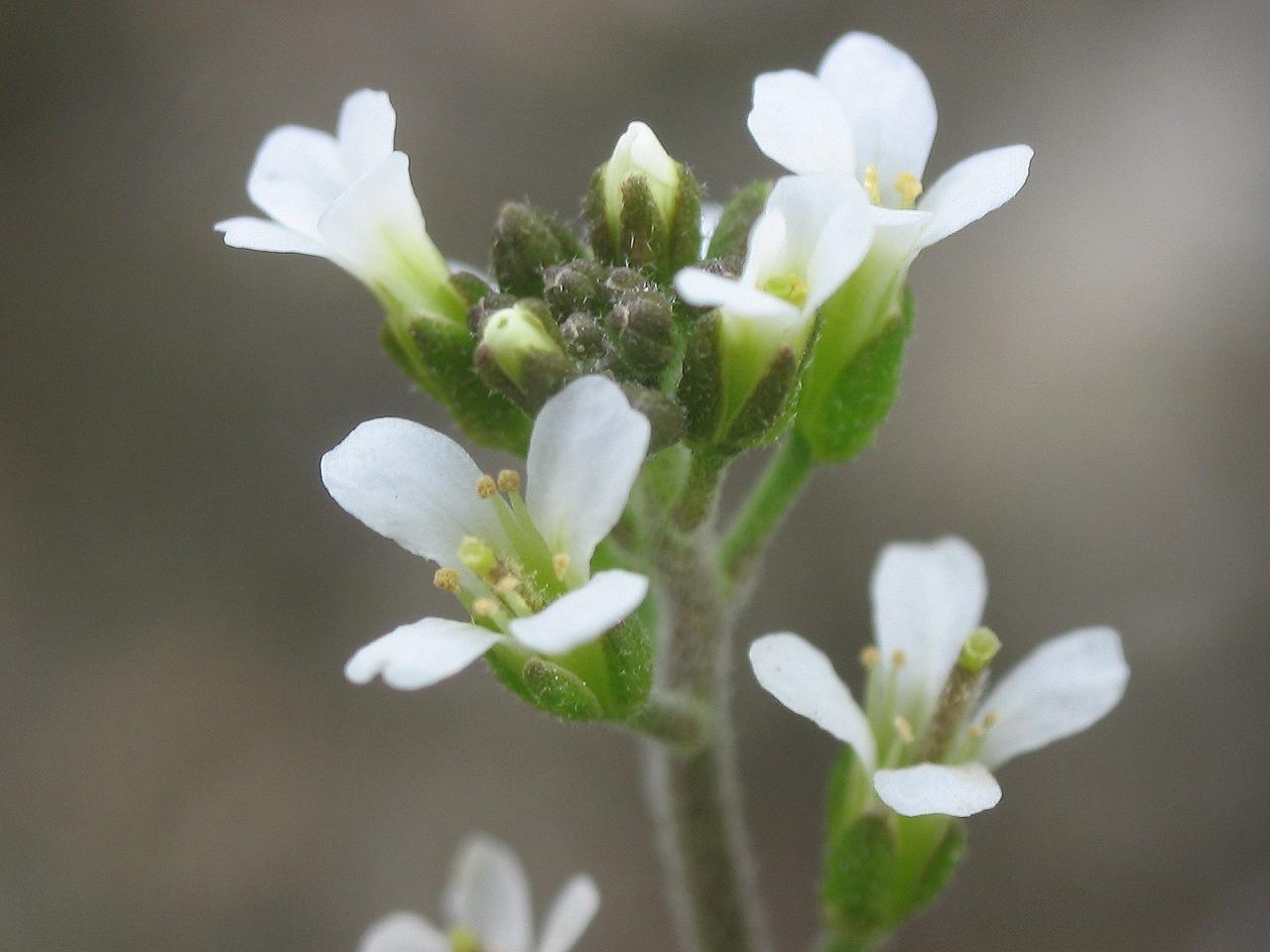
A lúdfű volt az első növény, amelynek teljes génsorrendje ismertté vált

A klasszikus és molekuláris genetika egyik modellszervezete a káposztafélék családjába tartozó, kis termetű lúdfű (Arabidopsis thaliana). Ez volt az első növény, amelynek teljes genomját megszekvenálták.  Kromoszómáinak DNS-e kb 135 millió bázispár hosszú, ami a virágos növények között a legkisebb genomok közé tartozik. Az eredmények fontos információkat szolgáltattak a növények genetikájáról és molekuláris felépítéséről, akárcsak az azóta elvégzett újabb teljesgenom-szekvenálások a rizs (Oryza sativa) vagy a gabonafélékkel rokon Brachypodium distachyon esetében.
Az ideális modellnövénynek kevés génje van, kicsi, könnyen termeszthető és rövid a generációs ideje. Bár ezeknek a feltételeknek nem mindenben felel meg, gazdasági jelentősége miatt sokat foglalkoztak a kukorica genetikájával és a rá jellemző C4-típusú fotoszintézissel. A fotoszintézis és a kloroplasztiszok kutatásában nagy jelentőségre tett szert a Chlamydomonas reinhardtii egysejtű zöldalga  és a vörösmoszatokhoz tartozó Cyanidioschyzon merolae. A növényi sejtműködés kutatásában visszatérő tesztnövények a spenót, a borsó, a szója vagy a Physcomitrella patens mohafaj.
Az Agrobacterium tumefaciens talajbaktérium a gyökerekhez kapcsolódva képes beléjük juttatni egy plazmidot, amely a sejteket burjánzásra ösztönzi és gümőt hoz létre. Már 1977-ben felmerült, hogy a plazmidot fel lehetne használni arra, hogy a nitrogénfixációhoz szükséges géneket bevigyék a növényi sejtekbe. Ma a Ti plazmid a transzgénikus növények létrehozásának fontos eszköze.
Az epigenetika az olyan öröklődési mechanizmusok tudománya, amelyeket nem lehet a hagyományos génmodellel megmagyarázni Ilyen lehet az, amikor a petesejtben a DNS metilálása vagy bizonyos fehérjék kötődése szabályozza a gének kifejeződését. Az ilyen szabályozás okozhatja a levelek, szirmok különbözőségét akkor is amikor a genetikai háttér azonos. Az epigenetikai változás lehet ideiglenes vagy az egyed egész életén át tartó, sőt egyes esetekben akár az utódokra is átörökített; bár az ivarsejtek érésekor a gének szabályozása többnyire visszaállítódik az eredeti állapotba.
Az állatoktól eltérően a legtöbb növényi sejtben a szervezet fejlődése során lezajló epigenetikai változások visszafordíthatóak, vagyis kedvező körülmények között a sejtből az egész növény kinöveszthető. Kivételek lehetnek az elfásodott szállító- vagy támasztósejtek, vagy a floém szitasejtjei, amelyek elveszítik sejtmagjukat.

## A növények evolúciója

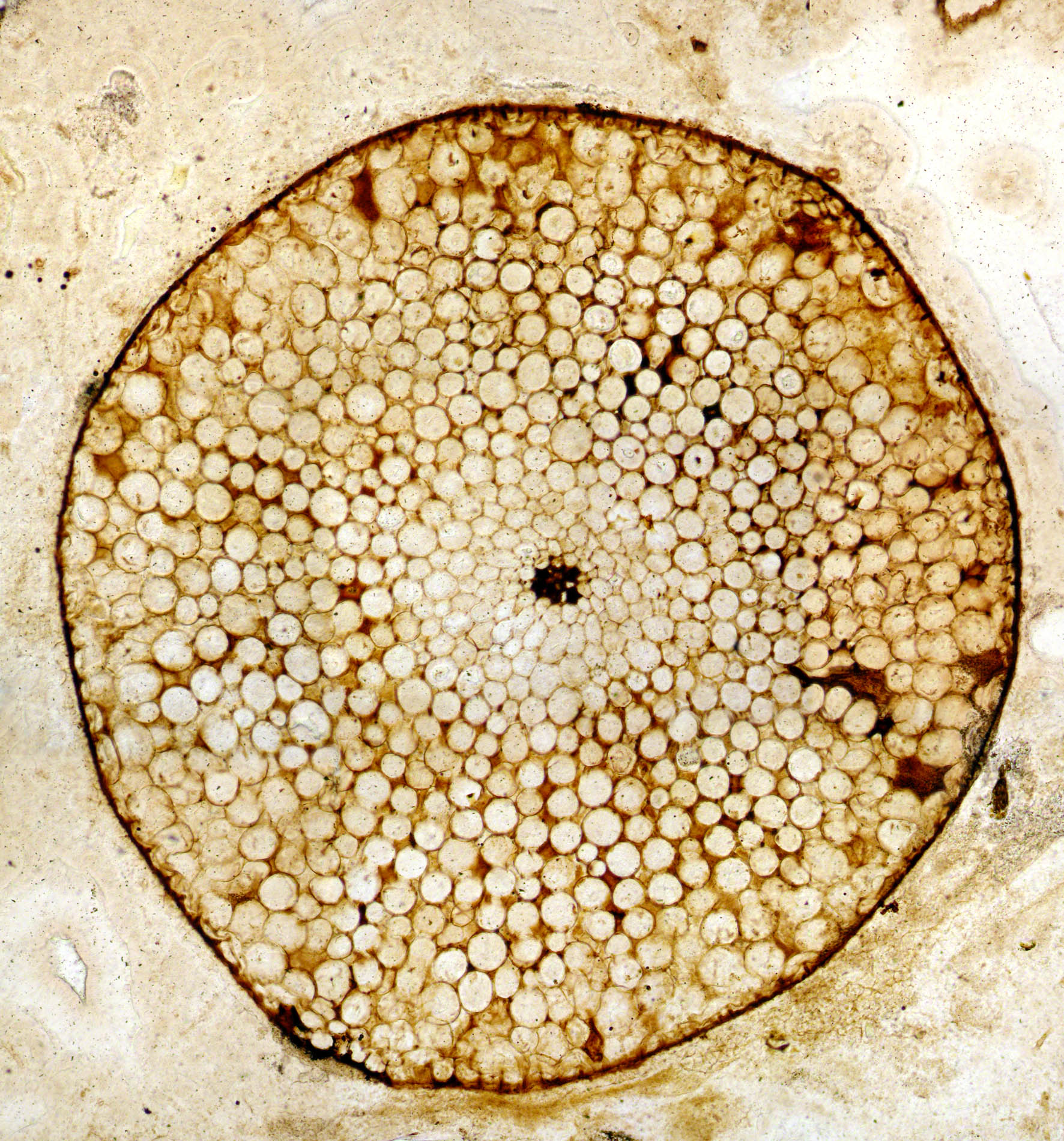
A devonkori Rhynia szárának keresztmetszete

Ma általánosan elfogadott, hogy a növények kloroplasztiszai valaha autonóm kékmoszatok voltak; erre számos genetikai, biokémiai és morfológiai bizonyítékot találtak. A kékmoszatok a korai eukarióta sejtek endoszimbiótái lettek és idővel teljesen elvesztették önállóságukat.
Az algák egy nagy és változatos polifiletikus csoport. Az egyes alcsoportok között biokémiájukban, pigmentjeikben, sejtfelösszetételükben, kloroplasztiszszerkezetben, tápanyagokban elég nagyok az eltérések. A szárazföldi zöld növények a zöldmoszatok (Chlorophyta) közeli rokonaitól, a csillárkamoszatoktól (Charophyta) származnak. Az utóbbiak egyik osztálya, a Charophyceae és az embriós növények egyetlen, közös eredetű ágazatot alkotnak, a Streptophytinákat.
A legősibb szárazföldi növényekben még nem fejlődtek ki a szállítószövetek, ők az ún. edénytelenek, amikhez a lombos-, becős- és májmohák tartoznak. A szilur korszakban jöttek létre az első edényesek, amelyekben már megfigyelhető a xilém és floém elkülönülése. Ebből a korszakból származnak a ma is létező korpafüvek. A devon korszak végén több csoport (korpafüvek és a már kihalt Sphenophyllales és Progymnospermopsida csoportok) egymástól függetlenül kifejlesztették a korábbinál jóval nagyobb megaspórákat és a megaspórákból kifejlődő gametofitonok a spóratokon belül maradtak. Ebből a képletből fejlődtek ki a magvak. Az első magvas növények a devon végén jelentek meg,  belőlük jöttek létre a már kipusztult magvaspáfrányok, a zárvatermők és a nyitvatermők. A nyitvatermők (fenyők, gingkó, cikászok) szabadon álló magkezdeményeivel szemben a zárvatermők magházzal védik magvaikat. A molekuláris genetikai vizsgálatok tanúsága szerint a mai nyitva- és zárvatermők nem egymásból fejlődtek ki, hanem evolúciójuk egymástól független volt.

## Növényélettan

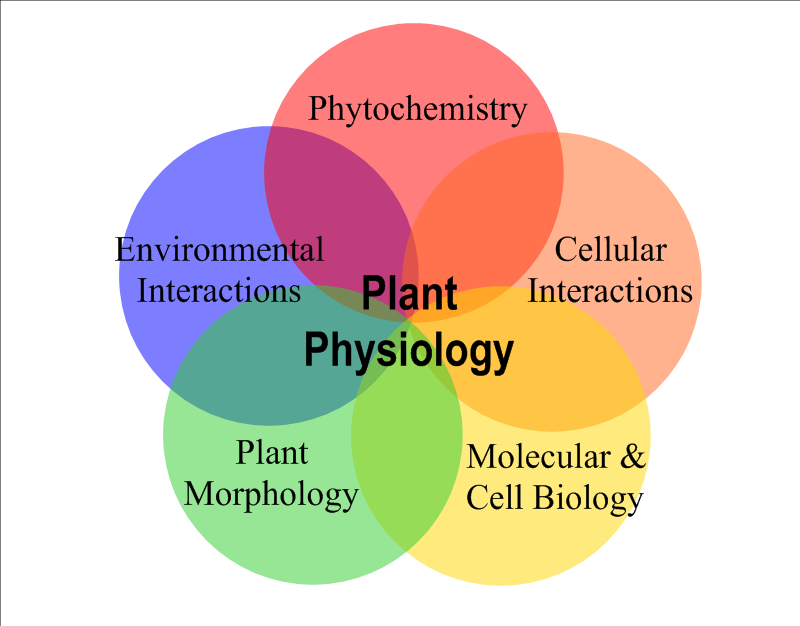
A növényélettan ágazatai

A növényélettan az életfolyamatokat kísérő fizikai és kémiai változásokat vizsgálja. Az anyagcseréhez szükséges vegyi anyagokat a növények a levegőből és a talajból szerzik be. A kellő energiát a napfény szolgáltatja, vagyis a legtöbb növény ún. fotoautotróf. Egyes, teljesen parazita növények más növényektől vagy gombáktól szerzik be a szükséges tápanyagokat, ők az állatokhoz és gombákhoz hasonlóan heterotrófok. A fotoszintézis során azonban nem közvetlenül hasznosítható kémiai energiahordozók jönnek létre, hanem olyan szénhidrátok, amelyeket a növényi sejt az állatokéhoz hasonlóan lebont és ATP-vé alakít át; utóbbit már közvetlenül tudja hasznosítani a biokémiai reakciókban.
A növényi szervezeten belül a molekulák mozgatása különböző fizikai folyamatok felhasználásával történik. A sejtmembránokon keresztül ionok, kisebb és nagyobb molekulák mozognak aktív (energiaigényes) és passzív transzport révén. A víz és az ásványi anyagok a gyökerekből a növény többi részébe a párologtatás által hajtott áramlás miatt kerülnek. A szervezet az anyagtranszportban olyan fizikai-kémiai folyamatokat is felhasznál, mint a diffúzió vagy ozmózis. A növények növekedéséhez, a sejtek felépítéséhez vízen és szén-dioxidon kívül szükség van nitrogénre, foszforra, káliumra, kalciumra, magnéziumra és kénre is. Az edényes növények ezeket az elemeket a talajból szerzik be vízben oldható, ionos formában (ahová a talajásványok lebomlásával jutnak) és a szállítószövetek (xilém) segítségével a szervezet minden részébe eljuttatják. A fotoszintézis során a levelekben keletkező cukrot a floém szállítószövet transzportálja a nem-fotoszintetizáló sejtekbe.
.

Fototropizmus: a fény irányának változásával az auxin az árnyékos részen stimulálja a sejtnövekedést

A növények aktívan reagálnak a külső ingerekre: a fényirányra, érintésre, sérülésre és képesek az adott inger felé vagy attól elmozogni vagy -nőni. Reakciókészségük leglátványosabb példái a szemérmes mimóza levelei vagy a húsevő növények (vénusz légycsapója, hízóka) rovarfogó mozgása

### Növényi hormonok
Már a 19. század végén felvetetették, hogy a növények növekedését kémiai faktorok, növényi hormonok szabályozzák. Darwin is kísérletezett a hajtások fény felé és a gyökerek lefelé való irányulásával. Az 1930-as években a holland Frits Warmolt Went bizonyította be az első növekedési hormon, az auxin létezését, amely a fény felé hajlást szabályozza. Hormonokkal sikerült apró szövetdarabokat sejtosztódásra és gyökerek és hajtások növesztésére bírni: ezek voltak a kezdeti lépések a növények biotechnológiájában és génsebészetükben
A későbbiekben felfedezték a sejtosztódást szabályozó citokinineket (elsőként a kukoricában a zeatint). A zeatin a gyökerekben képződik, a floém felviszi a hajtásokba, ahol elősegíti a sejtosztódást, rügyképződést és a növeli a kloroplasztiszok klorofilltartalmát. A gibberellinek (pld gibberellinsav és diterpének) a magképződést és a magok csírázását szabályozzák és termelődésüktől függ a kifejlett növény magassága is. A szinte valamennyi szárazföldi növény által termelt abszcizinsav gátolja a sejtosztódást, elősegíti a magok érését és nyugalmi állapotát és bezárja a levelek sztómáit.  Az etiléngáz a gyümölcs érését gyorsítja meg és megindítja a levélhullást.

## Növényanatómia és morfológia

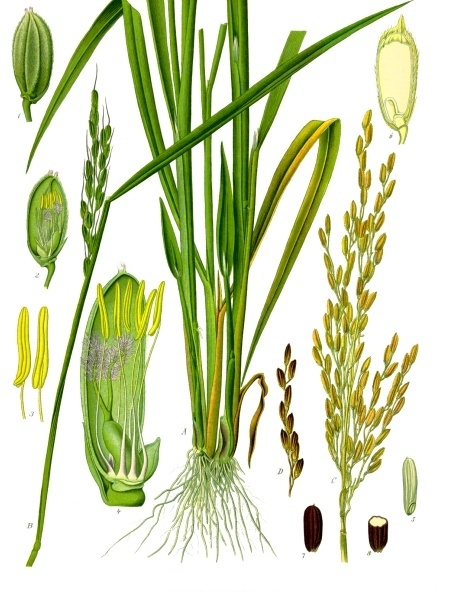
A rizs 19. századi morfológiai ábrázolása

A növényanatómia a szövetek és sejtek belső struktúráját, míg a morfológia külső jellegzetességeiket, alakjukat tanulmányozza. A növényi sejtet alapvetően a cellulózból, hemicellulózból vagy pektinből álló sejtfala különbözteti meg az állati vagy gombasejtektől. Ezenkívül vakuólumai nagyobbak mint az állati sejtekben és plasztidokat tartalmaz. A plasztidok közül a kloroplasztisz a fotoszintézis színhelye míg mások tartalék tápanyagokat, keményítőt (amiloplasztisz) vagy olajt (elaioplasztisz) tartalmaznak. A növényi sejtek osztódása is sajátos, a leánysejteket egy sejtlemez választja el, amely a növekedése során kiszorítja a síkjára merőleges, mikrotubulusokból és az endoplazmatikus retikulum darabjaiból álló fragmoplasztot.

Egy tipikus kétszikű növény felépítése

A növények többsége (a mohák kivételével, amelyeknek csak rögzítő rhizoidjuk van) különböző szerkezetű föld fölötti szárral és föld alatti gyökérrel rendelkezik. A száron nőnek a fotoszintézist végző levelek és a reprodukciós szervek. A klorofill nélküli gyökereken apró hajszálgyökerek végzik a víz és ásványi anyagok felszívását. A két szervrendszer egymástól függ: a gyökerek a vizet és ásványi anyagot, a szár és levelek az energiát biztosítják a szervezet számára. Mindkét rendszer képes a másikká átalakulni: a szárhoz tartozó indák és gumók gyökereket ereszthetnek, a sekély mélységben szétterülő gyökerekből (pl. fűz) pedig hajtások nőhetnek ki. Ha valamilyen baleset miatt az egyik rendszer elvész, a másik újranöveszthető; sőt pl. a fokföldi ibolya esetében egyetlen levélből is kinőhet az egész növény Laboratóriumi körülmények között egyetlen sejtből is lehet teljes növényt produkálni A két rendszer között a szállítószövetek tartják a kapcsolatot: a xilém a gyökerekből szállít vizet, a floém a levelekből cukrot. A gyökerek sok esetben tápanyagraktározó funkciót is ellátnak, mint a cukorrépa vagy petrezselyem esetében. 
A szár elsődleges funkciója, hogy a levelek és ivarszervek állványzata legyen, de tárolhat vizet (kaktuszok), tápanyagot (burgonya) vagy lehet a vegetatív szaporodás eszköze (földieper). A levelek funkciója a fotoszintézis. A nagy, szétterülő, hajlékony leveleket lomblevélnek; a hosszú, merev, fonalszerűeket pedig tűlevélnek nevezik. A fás növények szöveteiben egy másodlagos differenciáció is lezajlik: a xilémből belülről támasztó, a floémből kívülről védő kéreg lesz. Valamennyi ma élő nyitvatermő fás növény, míg a zárvatermőknek csak egy része.

## Növényrendszertan

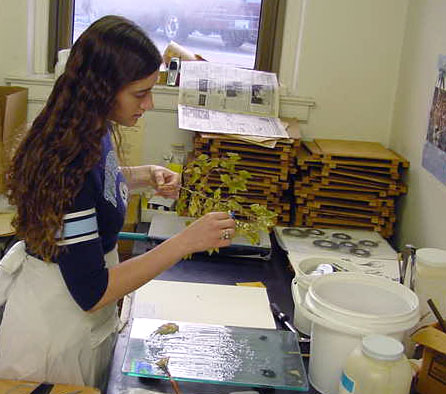
Herbárium készítése

A rendszertan vagy taxonómia a fajok csoportokba sorolásával foglalkozik, lehetőség szerint evolúciós rokonságuk alapján. A mai rendszertan alapjain Carl Linné fektette le a 18. században, aki külső jegyeik alapján rendszerezte az élőlényeket; ma is az általa bevezetett binomiális nómenklatúra van használatban. Később, Darwin evolúciós elmélete után fontossá váltak a csoportok közti leszármazási viszonyok is. Az utóbbi évtizedekben egyre nagyobb a jelentősége a molekuláris filogenetikának, amely a DNS-szekvencia alapján határozza meg két (vagy több) faj rokonságát. A növények tudományos besorolását a Nemzetközi Szabályzat az Algák, Gombák és Növények Nómenklatúrájára (International Code of Nomenclature for algae, fungi, and plants, ICN) határozza meg, amit a Nemzetközi Botanikai Kongresszus tart az új tudományos eredményeknek megfelelő színvonalon.
Az aktuális rendszertani besorolás szerint a Növények (Plantae) országa az Eukarióták domén része. A további kategóriák: törzs (divisio), osztály (classis), rend (ordo), család (familia), nemzetség (genus), faj (species). Egy faj tudományos neve a nemzetség és a faj latin nevéből áll: pl. a fehér liliom (Lilium candidum) esetében a Lilium a nemzetség, a candidum a faj megnevezése.
A rokonság megállapítása sokszor nem egyszerű és túlmegy a felszínes hasonlóságokon. Például a Pereskia nemzetség a kaktuszokhoz tartozik, annak ellenére, hogy jól fejlett levelekkel rendelkező bokrok tartoznak hozzá; azonban a többi kaktuszhoz hasonlóan specializált areolákat és abból fejlődő tüskéket növeszt, bizonyítva az összetartozást.
A párhuzamos evolúció hasonló külalakot hozhat létre, például egyes kutyatejfélék a kaktuszokhoz hasonlóan vízraktározó, levéltelen szárakkal rendelkeznek, azonban virágaik alapján megbizonyosodhatunk róla, hogy nem állnak leszármazási rokonságban egymással.
Az 1990-es évek óta a taxonómiában a morfológiai jellegeket egyre inkább a DNS-szekvencia váltja fel vagyis a közvetett fenotípus helyett közvetlenül a genotípust, a genetikai kódot veszik figyelembe. Ennek köszönhető, hogy a gombákat, amelyeket korábban a növények egyik távoli alcsoportjaként soroltak be, ma inkább az állatvilághoz tartják közelebbinek.
|  | növények                                           |
|  |                                                    |
|  | \| \| gombák \| \| \| \| \| \| állatok \| \| \| \| |
|  |                                                    |
|  | gombák                                             |
|  |                                                    |
|  | állatok                                            |
|  |                                                    |

|  | gombák  |
|  |         |
|  | állatok |
|  |         |

1998-ban a Zárvatermő Filogenetikai Csoport az akkor hozzáférhető DNS-szekvenciák alapján közzétette a legtöbb virágos növény rokonsági kapcsolatait. Ennek eredményeképpen sok, addig vitatott kérdés rendeződött, például, hogy mely családok állnak közel a legkorábbi zárvatermőkhöz. A rokonsági viszonyok tisztázása a növények evolúciós folyamatának megértését is segíti. A munka azonban távolról sincs még befejezve, a molekuláris genetikai kutatások által szállított hatalmas mennyiségű adat és azok számítógépes feldolgozása tovább finomíthatja ismereteinket a növények rokonsági viszonyairól.

## Fordítás
- Ez a szócikk részben vagy egészben  a   Botany című angol Wikipédia-szócikk ezen változatának fordításán alapul.  Az eredeti cikk szerkesztőit annak laptörténete sorolja fel. Ez a jelzés csupán a megfogalmazás eredetét és a szerzői jogokat jelzi, nem szolgál a cikkben szereplő információk forrásmegjelöléseként.